# アタナシウス・シュナイダー
アタナシウス・シュナイダー（Athanasius Schneider, O.R.C., 1961年4月7日-）は、カザフスタンのローマ・カトリック聖職者で、アスタナ大司教区補佐司教。コインブラ聖十字架律修聖職者会会員。第二バチカン公会議以前の教会の伝統的な典礼と実践を擁護し、教皇フランシスコと関連する政策に抗議したことで知られている。

## 若年期
ソビエト連邦キルギスのトクマクでアントン・シュナイダー（Anton Schneider）として誕生。両親はウクライナオデッサ出身の黒海ドイツ人。 第二次世界大戦後、スターリンによりウラル山脈のクラスノカムスクの収容所に送られ、一家は地下教会と密接に関わっていた。シュナイダーの母マリアは、後に悪名高いカルラッグで投獄され、1963年に職務のためにソビエト政権により殉教したウクライナ人司祭、福者オレクサ・ザリクィーを保護した数人の女性の一人であった。シュナイダー一家は収容所から解放された後キルギスに旅立ち 、中央アジアを離れてエストニアに向かった。 少年時代、シュナイダーと彼の3人の兄弟は両親と一緒に秘密のミサに与り、しばしばヴァルガの家からタルトゥまで約100キロもの距離を旅し、朝一番の列車に乗って暗闇の中を走り、夜には終電で帰た。遠距離で聖職者の訪問が少なく、ソ連当局の取締りがあったため、家族は月に一度しか旅をすることが出来なかった。 1973年、シュナイダーは秘密裏に初聖体を済ませた直後、家族とともに西ドイツのロットヴァイルに移住した。

## 司祭職
1982年、シュナイダーはオーストリアで、オプス・サンクトラム・アンゲロルムの中にあるコインブラ聖十字架律修聖職者会に入会し、アタナシウスと名乗った。1990年3月25日、アナポリスのマヌエル・ペスターナ・フィーリョ司教から司祭に叙階され、ブラジルで司祭として数年間過ごした後、中央アジアに戻った。 1999年からは、カラガンダの教会の母マリア神学校で司祭学を教えた。2006年6月2日、アンジェロ・ソダーノ枢機卿により、バチカンの聖ペテロ座の祭壇で司教に叙階された。2011年にはアスタナ大司教区の補佐司教に転任した。 カザフスタン司教会議の書記長を務める。
シュナイダーはドイツ語、ロシア語、ポルトガル語、スペイン語、英語、フランス語、イタリア語を話し、ラテン語と古代ギリシャ語を理解する。

## 思想
伝統主義で知られる。信仰を完全に守る代わりに彼が呼ぶ「残酷な異教の世界」に屈服したと考えた聖職者等を批判してきた。2014年には、彼等を「皇帝や異教の偶像の前に香料の粒を置いたり、聖書が焼かれるように届けたりした聖職者や司教に例え、現在の教会は「信仰の裏切り者」に包囲されていると主張した。
シュナイダーは、保守派や伝統的なカトリック教徒が主催する会議に頻繁に出張してきた。2018年には、司教が公務中でない限り1ヶ月を超えて欠席することは教会法で認められていないため、彼は教区外への出張を制限するよう教皇庁から警告を受けた。このため、彼はビデオを介して会議に出演することが多くなった。

### 聖体拝領
シュナイダーは、キリストの体と血への愛のしるしとして、ひざまずきながら舌の上で聖体を受けるという典礼の伝統を熱烈に支持している。 これは、2008年にイタリア語で出版された著書『ドミヌス・エスト』(Dominus Est)の主題であり、その後、英語、ドイツ語、エストニア語、リトアニア語、ポーランド語、ハンガリー語、中国語、日本語に翻訳されている。この本には現在コロンボ大司教マルコム・ランジス枢機卿が書いた序文が含まれている。 シュナイダーはこの本の中で、「この方法で聖餐を受けることは5世紀までに教会の標準的な習慣となり、教皇グレゴリオ1世はこの伝統に従うことを拒否した司祭を強く非難した」と書いている。2009年には、「聖体の神秘の偉大さの認識は、主のからだを分配して受け取る方法によって、特別な方法で示されます」書いている。
シュナイダーは、教会の外での離婚と再婚は姦淫という大罪を構成するため、聖体拝領する資格がないという教会の伝統的な教えを強力に支持してきた。 2014年のインタビューで、この慣習を変えるよう求める声は「反キリスト教的なメディア」から来ており、これが「誤った慈悲の概念」であることを示唆し、「医者が殺すことになると知っていながら、糖尿病患者に砂糖を与えるようなものだ」と述べた 。
2016年、教皇フランシスコは使徒的勧告『愛のよろこび』(Amoris laetitia)を発表し、これは離婚した人や再婚した人に聖体拝領を認めると思われたが、一部の司教によって実践され、激しい論争を巻き起こした。シュナイダーはこれを強く批判し、「たとえ一人の教皇や教区の司教によって推進されていたとしても、悔い改めていない姦淫者を聖体拝領を認めるという不調和な声や慣習よりも、この永続的な教えの方が強力であり、より確実である」と主張した。
2018年4月7日、シュナイダーは保守派のレイモンド・レオ・バーク枢機卿、ヴァルター・ブラントミュラー枢機卿とともに、離婚して再婚したカトリック教徒との聖体拝領を認めるためにドイツの司教たちが提案したアウトラインを拒否する会議に参加した。シュナイダーは、教皇は権威の「管理者」でなければならないという義務について語った。

### 聖職者の性的虐待
2018年8月25日、元駐米教皇大使カルロ・マリア・ビガノ大司教は、セオドア・マカリックの性的不品行に関するバチカンへの一連の警告を記述した11ページの書簡を発表し、フランシスコがこれらの報告に対処しなかったことを非難し、辞任を求めた。 シュナイダーは、「この文書の真実の内容を疑う合理的でもっともらしい理由はない」と述べた。シュナイダーは教会の悪、特に彼や他の何人かが虐待の蔓延の原因となっていると非難している教皇庁における「同性愛者の集団とネットワーク」を浄化するための「冷酷さと透明性」を要求した。シュナイダーは、すべての枢機卿、司教、司祭に、「あらゆる妥協と世間への媚びを放棄」するよう呼びかけた。

### 諸宗教との関係
2013年1月のインタビューで、「偽の宗教や宗派」による布教は、カトリックが多数派の国では制限されるべきで、「カトリックが多数派である場合、偽りの宗教や宗派はそこでプロパガンダを行う権利はない」と発言している。
シュナイダーはヨーロッパへのイスラム教徒の移民に反対する発言をしている。2010年代のイスラム教徒の大量移民は、「国際的な強力な政治組織がヨーロッパからキリスト教と国民性を奪うための組織化」であり、「ヨーロッパのキリスト教と国民性を希薄化させることを意図している」と主張している。シリア内戦は、ヨーロッパを脱キリスト教化するために移民の危機をあおることを視野に入れて国際的な権力者によって組織されたものであり、北アフリカからヨーロッパへの大量移民も同様に「人為的に作られた」と主張した。

### 典礼
シュナイダーはトリエント・ミサを強力に推進している。シュナイダーは司祭が「無造作で表面的な、ほとんど娯楽的なスタイル」の典礼を用いていることを非難し、典礼は「美しさと敬意」をもって行われなければならないと述べた。シュナイダーによれば、「典礼は時代を超越しており、時代の嗜好によって典礼を変えることは出来ない」という。
また、ビザンティン典礼のミサを何度も捧げており、「尊敬と畏敬の念、超自然的な精神と崇拝に満ちている」と称賛している。
シュナイダーは新型コロナウイルス感染症パンデミックの間の教会の閉鎖を批判し、他の多くの施設が営業を続けていたことを指摘し、衛生的な手順が守られ、混雑を制限するために追加のミサが提供されれば、教会を安全に開き続けることができると提案した。

### 真実の宣言
2010年12月にローマで開催された神学会議で、シュナイダーは教皇の教えの権威によって第二バチカン公会議の文書の誤った解釈を修正する「新しい『誤謬表』（シラブス）」（1864年の『誤謬表』を想起）の必要性を提案した。
2019年6月10日、シュナイダーは、バーク枢機卿、ヤニス・プヤッツ枢機卿、アスタナのトマシュ・ペタ大司教、ヤン・ポール・レンガ大司教とともに、伝統的な教会の教えを再確認せよと主張する40項目の「真理の宣言」を発表した。司教たちは、「ほぼ普遍的な教義の混乱と混乱」の時代には、このような宣言が必要であると書いた。宣言の中の特定の箇所は、暗黙のうちに教皇フランシスコの文章に反論している。宣言は、「イエス・キリストへの信仰から生まれた宗教」が「神によって積極的に意志づけられた唯一の宗教」であると述べ、「宗教の多様性」は「神によって意志づけられたもの」であると述べた教皇フランシスコが署名した「人間の友愛に関する文書」を仄めかした。死刑に反対するためのカテキズムの最近の変更後には、もし「本当に必要」であり、「社会の公正な秩序」を維持するためならば、市民当局が「合法的に死刑を執行することができる」と教えることについて、教会は「誤りではなかった」と述べている。

### アマゾンシノドス
2019年9月、シュナイダーとバークは、アマゾン周辺地域のための特別シノドスの作業文書にあるとされる6つの神学的誤謬を糾弾する8ページの書簡を発表し、教皇フランシスコに 「誤りを明確に拒絶することで、信仰における兄弟たちが正しいと確認すること」を求めた。バークとシュナイダーは、その「暗黙の汎神論」、既婚聖職者への支持、典礼における女性のより大きな役割、アマゾンの異教の儀式と実践への過度の開放性のためにシノドス文書を批判した。そのような考えを拒絶するために、同年9月17日から10月26日までの40日間にわたって、少なくとも1連のロザリオを祈り、毎週断食するように修道士と聖職者に求めた。

### 第二バチカン公会議
2020年5月31日、シュナイダーは第二バチカン公会議に関する多くの伝統的なカトリック信者の意見を固守していたことを公に宣言した。彼は現在、公会議が、これまで教会の教導権が教えたことのない誤った声明を導入したと考えている。彼はまた、公会議の新規性が20世紀後半から21世紀にかけてカトリック教会で経験した信仰の危機に直接の責任があると述べた。

### 新型コロナウイルスワクチン
2020年12月12日、他の4人の大司教・司教と共同で、中絶された胎児の細胞を用いて開発された新型コロナウイルスワクチンに対する反対声明を発表した。

### クレド
2023年、ソフィア・インスティテュート・プレスで『クレド： カトリック信仰の要約』を出版した。同書は、カテキズムを模範としたカトリック信仰の包括的なプレゼンテーションであり、マンチェスターのピーター・アンソニー・リバシ司教の出版許可を受けた。この大要は、ロバート・サラ枢機卿、エリアス・ナサール司教、ジョセフ・ストリックランド司教、カトリック神学者のスコット・ハーンらによって称賛され、いずれもその明快さと徹底性を称賛した。
本書は、第二バチカン公会議文書やカトリック教会のカテキズムにおける曖昧な記述の明確化など、現在の話題や関心事を扱っていることで特に注目されており、賞賛と批判
の両方を受けている。

## 著作

### 英語版
- Dominus Est - It is the Lord!
- Corpus Christi: Holy Communion and the Renewal of the Church
- Christus Vincit : Christ's Triumph over the Darkness of the Age
- The Springtime That Never Came
- Credo: Compendium of the Catholic Faith

### 日本語訳
- 『ドミヌス・エスト : 聖体拝領に関する中央アジアの司教の意見』[36]
- 『決して訪れなかった教会の春』[37]

### インタビュー
- Schneider, Athanasius (21 September 2018). "Bishop Schneider on Chastity vs. a Society 'Becoming Ever More Cruel'". OnePeterFive (Interview). Interviewed by Julian Kwasniewksi. 2018年12月29日時点のオリジナルよりアーカイブ。2018年9月22日閲覧。
- Schneider, Athanasius; Fülep Dániel (6 March 2016). Exclusive interview with His Excellence DR. ATHANASIUS SCHNEIDER O.R.C. by Dániel Fülep director (Newman Center of Hungary) https://rorate-caeli.blogspot.com/2016/04/exclusive-interview-with-bishop.html or here: http://newman.hu/index.php/interview-with-schneider/ or here at Gloria.tv https://gloria.tv/text/2wFmpf23UdG1CQZeWn1fWiNGE
- Schneider, Athanasius; Fülep Dániel (6 March 2016). REGNUM EUCHARISTICUM. The first visit of Bishop Athanasius Schneider to Hungary.

Three lectures, a sermon and an exclusive interview. Hungarian and English language e-book version: http://mek.oszk.hu/15500/15547/15547.pdf (For the English version, see page 77)
- Schneider, Athanasius; Fülep Dániel (July 2018). CATHOLIC CHURCH: WHERE ARE YOU HEADING?, Interview book, Theologian Dániel Fülep's interview with Bishop Athanasius Schneider, Auxiliary Bishop of the Archdiocese of Saint Mary in Astana. The e-book is free download. Hungarian Electronic Library

http://mek.oszk.hu/18600/18638/18638.pdf